# Choi choi Mông Cổ
Choi choi Mông Cổ (tên khoa học: Charadrius mongolus) là một loài chim trong họ Charadriidae.
Loài chim này sinh dản trên các hàng cây trên dãy Himalaya và không liên tục trên khắp vùng đồng bằng ven biển trọc ở đông bắc Siberia, với phân loài Mông Cổ ở phía đông của dãy núi này; chúng cũng sinh sản ở Alaska. Chúng làm tổ trong một lỗ trên mặt đất, mỗi tổ 3 quả trứng. Đây là loài di cư mạnh mẽ, trú đông trên bãi biển cát trắng ở phía đông châu Phi, Nam Á và châu Úc. Nó là một loài lang thang rất hiếm ở Tây Âu, nhưng, đáng ngạc nhiên, trong ba cá thể được ghi nhận trong Vương quốc Anh năm 2003, một con là choi choi Mông Cổ.

## Hình ảnh

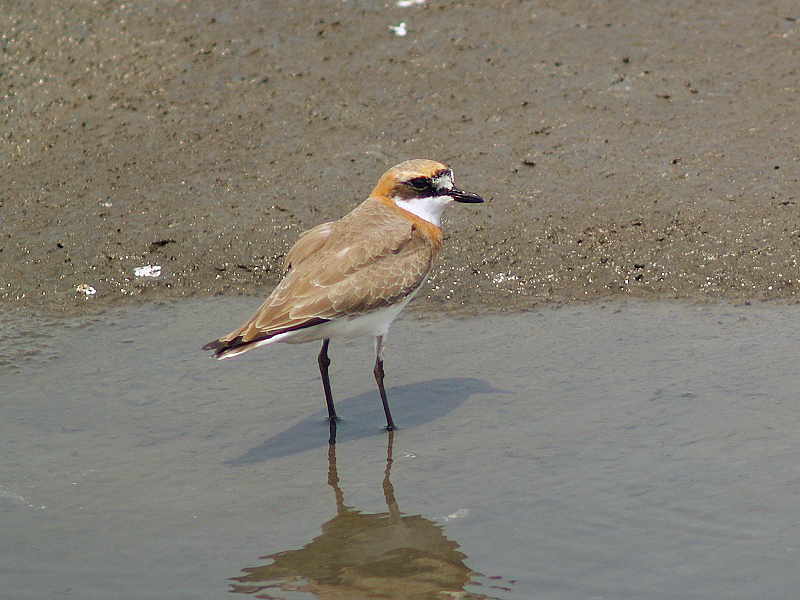
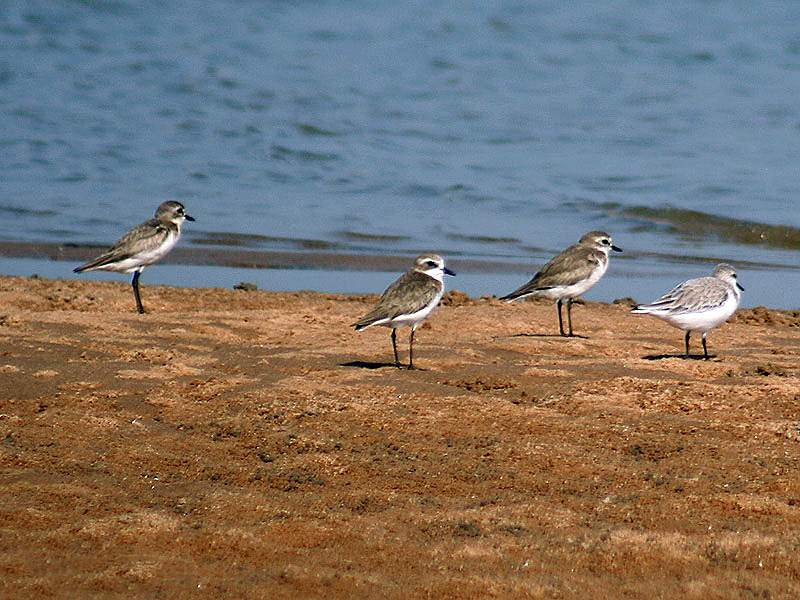
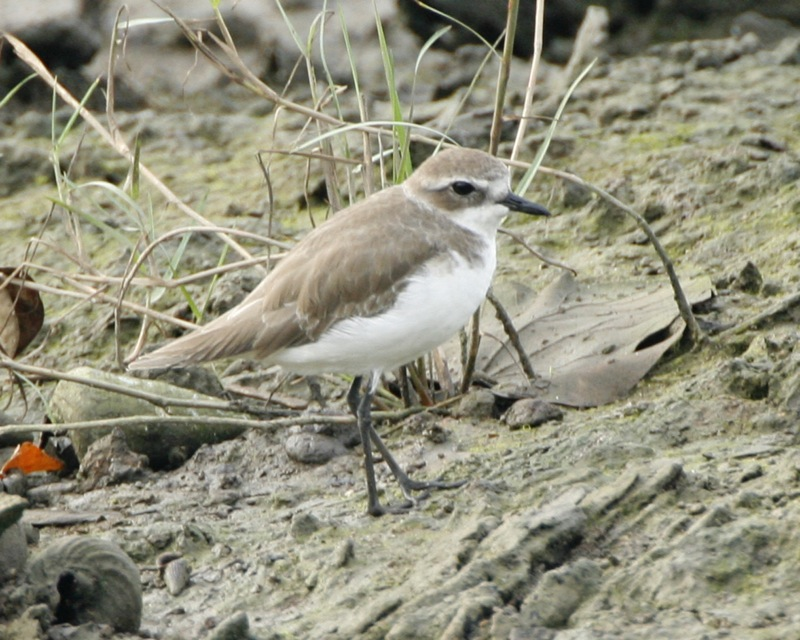
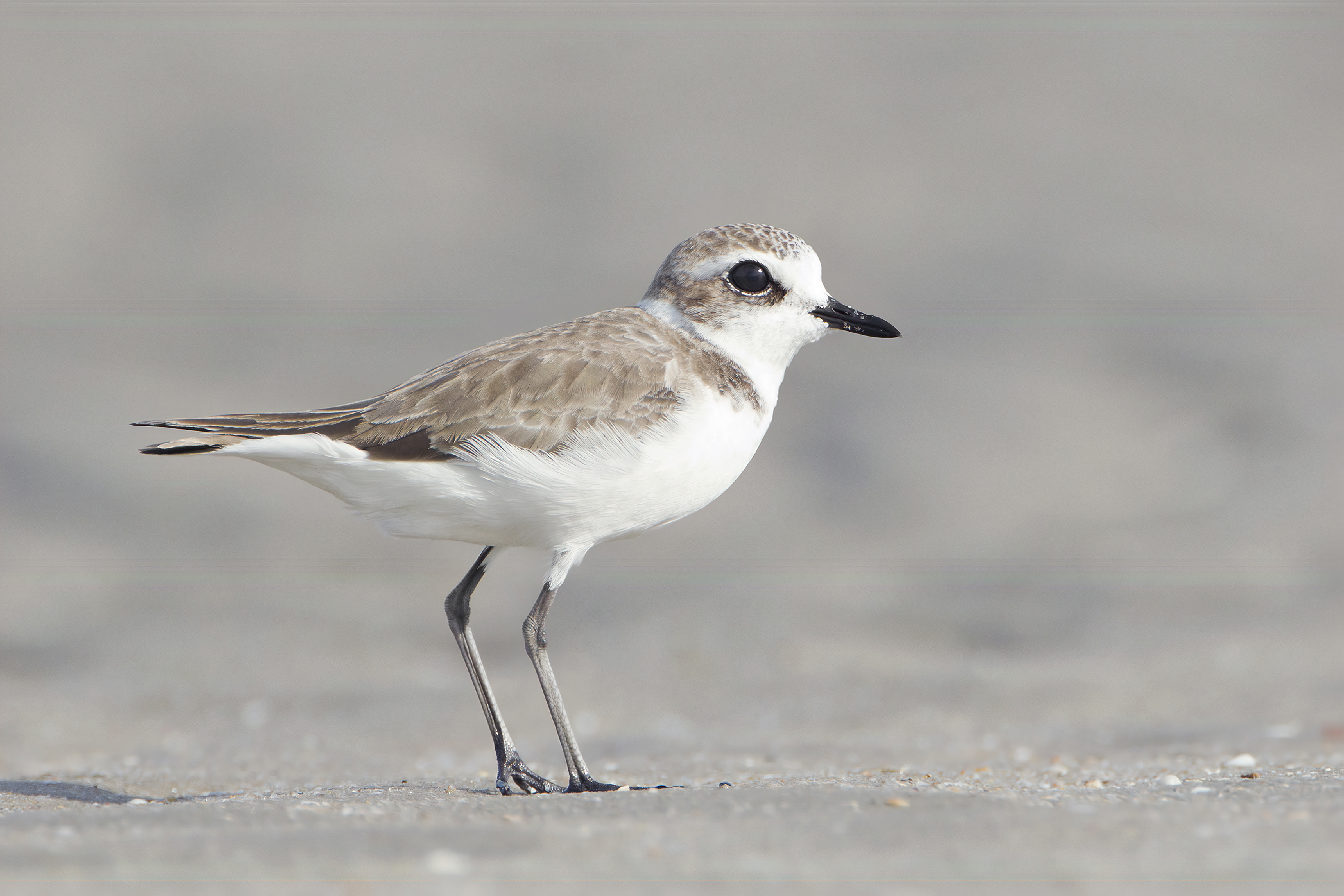
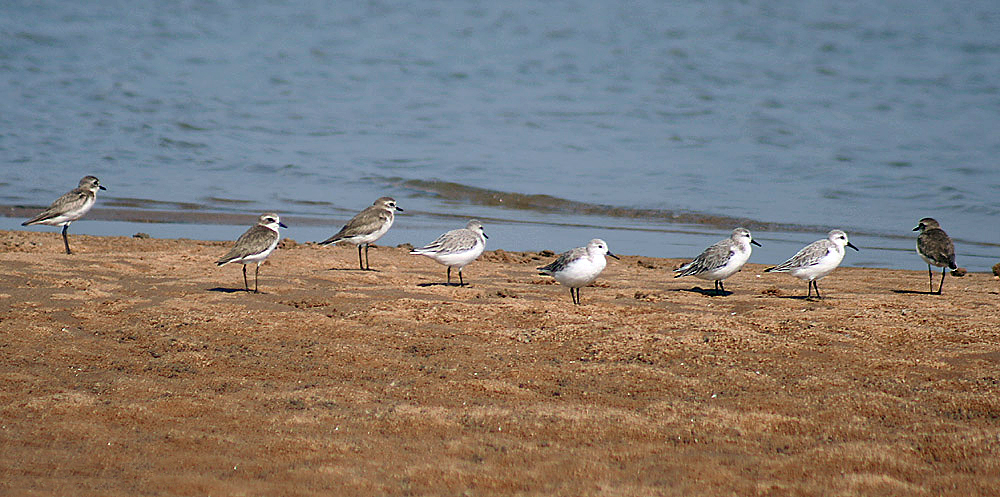
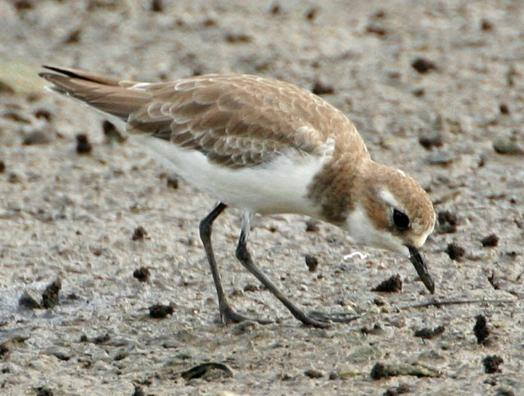